# 2016 en Europe
Chronologie de l’Europe
- 2012
- 2013
- 2014
- 2015
- 2016
- 2017
- 2018
- 2019
- 2020

## Événements
Cet article concerne le s.

## Chronologie

### Janvier
- Début de la présidence néerlandaise du Conseil de l'Union européenne.
- Wrocław et Saint-Sébastien deviennent capitales européennes de la culture.
- 12 janvier : un attentat à Istanbul en Turquie tue au moins dix personnes.
- 24 janvier : élection présidentielle au Portugal, Marcelo Rebelo de Sousa est élu.

### Février
- 1er février : Serge Telle est nommé ministre d'État à Monaco.
- 9 février : l'accident ferroviaire de Bad Aibling en Bavière fait au moins dix morts.
- 12 au 21 février : Jeux olympiques de la jeunesse d'hiver à Lillehammer en Norvège.
- 15 février : la Bosnie-Herzégovine dépose sa candidature à l’adhésion à l’Union européenne.
- 26 février : élections générales en Irlande, le parti Fine Gael conserve une majorité relative.

### Mars
- 5 mars : élections législatives en Slovaquie.
- 9 mars : Marcelo Rebelo de Sousa est investi président de la République du Portugal, il succède à Aníbal Cavaco Silva.
- 13 mars : en Allemagne, élections législatives régionales dans le Bade-Wurtemberg, en Rhénanie-Palatinat et en Saxe-Anhalt.
- 18 mars : signature de l'accord sur l'immigration entre la Turquie et l'Union européenne.
- 19 mars :
  - attentat à Istanbul en Turquie ;
  - le vol 981 Flydubai s'écrase à Rostov-sur-le-Don en Russie.
- 24 mars : Radovan Karadžić, reconnu coupable du génocide de Srebrenica, est condamné à quarante ans de prison par le TPIY.

### Avril
- 1er avril : Massimo Andrea Ugolini et Gian Nicola Berti entrent en fonction comme capitaines-régents de Saint-Marin.
- 2 avril : incidents frontaliers entre les armées de l'Arménie et de l'Azerbaïdjan dans le Haut-Karabagh.
- 5 avril : Sigmundur Davíð Gunnlaugsson, Premier ministre de l'Islande, démissionne à la suite du scandale des Panama Papers ; Sigurður Ingi Jóhannsson le remplace.
- 6 avril : référendum sur l'accord d'association entre l'Ukraine et l'Union européenne aux Pays-Bas : rejet à 61 %.
- 10 avril : démission d'Arseni Iatseniouk, Premier ministre d'Ukraine ; Volodymyr Hroïsman lui succède le 14.
- 24 avril :
  - élection présidentielle en Autriche (1er tour) ;
  - élections législatives en Serbie remportées par le Parti progressiste serbe (SNS).

### Mai
- 5 mai : élections parlementaires écossaises, législatives galloises, législatives nord-irlandaises et locales au Royaume-Uni.
- 9 mai : démission de Werner Faymann, chancelier fédéral d'Autriche ; Christian Kern lui succède le 17 mai.
- 14 mai : finale du Concours Eurovision de la chanson 2016 en Suède, remportée par la chanteuse ukrainienne Jamala.
- 22 mai :
  - Alexander Van der Bellen est élu au 2e tour de l'élection présidentielle en Autriche, mais celui-ci est invalidé le 1er juillet ;
  - élections législatives à Chypre, le Rassemblement démocrate conserve une majorité relative des sièges.

### Juin
- Crues et inondations dans plusieurs pays.
- 5 juin : élections locales en Roumanie.
- 7 juin : un attentat à Istanbul en Turquie fait 11 morts.
- 10 juin au 10 juillet : Championnat d'Europe de football 2016 (Euro 2016) en France.
- 16 juin : la députée britannique travailliste Jo Cox est assassinée à Birstall (Yorkshire de l'Ouest).
- 23 juin : par référendum, les électeurs du Royaume-Uni se prononcent majoritairement pour le retrait de l'Union européenne.
- 24 juin : David Cameron, Premier ministre britannique, annonce sa démission pour l'automne.
- 25 juin : élection présidentielle en Islande, Guðni Th. Jóhannesson est élu.
- 26 juin : élections générales en Espagne.
- 28 juin : attentat à l'aéroport d'Istanbul.

### Juillet
- Début de la présidence slovaque du Conseil de l'Union européenne.
- 8 juillet : le recrutement par Goldman Sachs de l'ancien président de la Commission européenne José Manuel Barroso crée une polémique au sein de l'Union européenne[1].
- 13 juillet : Theresa May devient Premier ministre du Royaume-Uni après la démission de David Cameron.
- 18 juillet : attentat de Wurtzbourg dans un train allemand en Bavière.
- 22 juillet : une fusillade à Munich en Allemagne fait 9 morts.
- 24 juillet : attentat d'Ansbach en Bavière (Allemagne)
- Du 25 juillet au 1er août : Journées mondiales de la jeunesse 2016 à Cracovie en Pologne.

### Août
- 1er août : Guðni Th. Jóhannesson devient président d'Islande.
- 29 et 30 août : élection présidentielle en Estonie.

### Septembre
- 4 septembre : élections législatives régionales en Mecklembourg-Poméranie-Occidentale (Allemagne).
- 11 septembre :
  - élections législatives en Biélorussie ;
  - élections législatives en Croatie.
- 18 septembre :
  - élections législatives régionales à Berlin ;
  - élections législatives en Russie.
- 24 septembre : élection présidentielle en Estonie (4e et 5e tours).
- 25 septembre : élections au Parlement de Galice et au Parlement basque en Espagne.

### Octobre
- 1er octobre : Marino Riccardi et Fabio Berardi entrent en fonction comme capitaines-régents de Saint-Marin.
- 2 octobre :
  - référendum sur les quotas de migrants en Hongrie, invalidé en raison d'une participation insuffisante.
  - Theresa May annonce que la procédure de retrait du Royaume-Uni de l'Union européenne sera lancée avant fin mars 2017[2]
- 3 octobre : Kersti Kaljulaid est élue au 6e tour de l'élection présidentielle en Estonie.
- 7-8 et 14-15 octobre : élections sénatoriales en République tchèque.
- 9 octobre : élections législatives en Lituanie.
- 16 octobre : élections législatives au Monténégro.
- 29 octobre :
  - en Espagne, Mariano Rajoy est investi pour former un nouveau gouvernement après 10 mois de blocage ;
  - élections législatives en Islande.
- 30 octobre :
  - élection présidentielle en Moldavie ;
  - signature de l'Accord économique et commercial global entre le Canada et l'Union européenne.

### Novembre
- 6 novembre : référendum en Bulgarie.
- 6 et 13 novembre : élection présidentielle en Bulgarie, Roumen Radev est élu.
- 13 novembre : élection présidentielle en Moldavie (2e tour), Igor Dodon est élu.
- 29 novembre : l'arche de Tchernobyl est inaugurée en Ukraine.

### Décembre
- 4 décembre : 2e tour de l'élection présidentielle en Autriche, Alexander Van der Bellen est élu.
- 10 décembre : un double attentat à Istanbul (Turquie) fait 44 morts.
- 11 décembre :
  - élections législatives en Macédoine ;
  - élections législatives en Roumanie ;
  - mise en service du tunnel de base du Saint-Gothard en Suisse.
- 15 décembre : le système de positionnement par satellites Galileo de l'Union européenne devient opérationnel.
- 19 décembre : attentat contre un marché de Noël à Berlin en Allemagne.
- 20 décembre : le tunnel Eurasia sous le Bosphore est inauguré à Istanbul en Turquie.

## Médias
- 27 janvier : au Royaume-Uni, le gouvernement annonce que 8 voitures sur 10 sont désormais livrées avec un récepteur DAB[3].
- 15 mars : en Norvège, diminution des émissions en FM au profit du DAB avec un passage au tout numérique à l'horizon 2017[4].
- 1er août : le DAB+ fête ses cinq ans en Allemagne, ses émetteurs devant passer de 79 à 110 à la fin 2016[5].
- 4 septembre : plusieurs personnalités allemandes soutiennent le développement du DAB+[6].